# Selinum
- Commons
- Wikispecies

Selinum L. é um género botânico pertencente à família Apiaceae.

## Sinonímia
- Cnidium Cusson
- Sphaenolobium Pimenov

## Espécies
- Selinum austriacum
- Selinum carvifolia
- Selinum monnieri
- Selinum seguieri
- Selinum vaginotum
- «Lista completa»

## Classificação do gênero
| Sistema | Classificação                    | Referência               |
| ------- | -------------------------------- | ------------------------ |
| Linné   | Classe Pentandria, ordem Digynia | Species plantarum (1753) |